# Mai 1849

## Événements
- Abolition de la constitution dans le royaume de Naples.

- 1er mai : Convention de Balta-Liman (du nom de Balta Liman près de Constantinople) entre la Porte et la Russie pour l’administration de la Moldavie et de la Valachie. Elles décident la nomination des hospodars pour sept ans par accord entre elles, le remplacement des Assemblées générales par des divans ad hoc dont les membres sont désignés par les hospodars et le maintien temporaire de l’occupation. Barbu Ştirbei devient hospodar de Valachie et Grigore Alexandru Ghica hospodar de Moldavie.

- 2 mai, France : Victor Hugo vote contre l'amnistie ( « tout est troublé » ).

- 6 mai, France : Victor Hugo donne son « compte rendu de mandat à l'Association générale des auteurs dramatiques ».

- 7 mai, France :
  - la Constituante désapprouve la politique étrangère du gouvernement en votant un blâme; le lendemain, Edmond Drouyn de Lhuys, ministre des Affaires étrangères, confie à Ferdinand de Lesseps une mission de conciliation entre le pape et les républicains romains;
  - mis en minorité, le ministère ne se retire pas.

- 7 - 23 mai : Alexis de Tocqueville et sa femme séjournent en Allemagne. À Francfort, il assiste à la crise qui entraîne la dissolution du Parlement. En son absence, il est élu à l'Assemblée législative, premier dans son département, avec 82 404 voix.

- 8 mai, France : pose de la première pierre de la cité ouvrière de la rue de Rochechouart, achevée en 1851 et baptisée Cité Napoléon, premier exemple de la politique de logement social de Napoléon III.

- 10 mai :
  - Une foule composée majoritairement d’Irlandais dévaste l’Astor Place Opera House à New York. La milice intervient et 200 personnes sont tuées ou blessées.
  - Frédéric-Guillaume IV de Prusse tente de prendre la tête d’une « Union restreinte » avec les rois de Hanovre et de Saxe. Felix von Schwarzenberg s’y oppose. Après des succès durant l’été, la Prusse doit faire face à une coalition des États allemands (Bavière, Wurtemberg, Saxe, Hanovre).

- 11 mai, France : mort à 10 heures du matin de Juliette Récamier. Elle meurt de l'épidémie de choléra qui sévit à Paris.

- 12 mai : début du règne de Guillaume III des Pays-Bas (fin en 1890).

- 13 mai, France : élection de l'assemblée législative. La droite (parti de l'Ordre) obtient 450 sièges. Les démocrates-sociaux (la « Nouvelle Montagne »), 180 sièges. Victor Hugo est élu dixième à Paris.

- 14 mai, France : démission de Léon Faucher, ministre de l'Intérieur, accusé de manœuvres électorales abusives auprès des préfets.

- 15 mai : Ferdinand II des Deux-Siciles fait bombarder Messine. Il gagne son surnom de Re Bomba. Palerme ne tarde pas à tomber.

- 21 mai : Buda est reprise par les Hongrois et le gouvernement de Kossuth s’y installe en juin. Isolé, il doit se réfugier à Szeged, puis à Arad.

- 26 mai, France : l'Assemblée constituante tient son ultime séance.

- 27 mai, France : Hercule de Serre est nommé rédacteur à la direction commerciale aux Affaires étrangères et Arthur de Gobineau compte sur lui pour trouver une situation.

- 28 mai, France : l'Assemblée législative se réunit pour la première fois. À l'Assemblée législative, André Dupin est élu président.

- 29 mai : Oudinot est autorisé à reprendre les hostilités contre Rome.

## Naissances
- 3 mai : Bernhard von Bülow homme politique et chancelier allemand († 28 octobre 1929).
- 21 mai : Frédéric Montenard, peintre français († 11 février 1926).
- 30 mai : William Johnson Sollas (mort en 1936), géologue et paléontologue britannique.

## Décès
- 4 mai : 
  - Katsushika Hokusai, graveur et peintre japonais.
  - Horace Twiss, écrivain et homme politique anglais (° 28 février 1787).
- 11 mai : Mme Julie Récamier, salonnière, femme de lettres, décédée à l'Abbaye-aux-Bois (° 4 décembre 1777).